# Sucesión de Cauchy

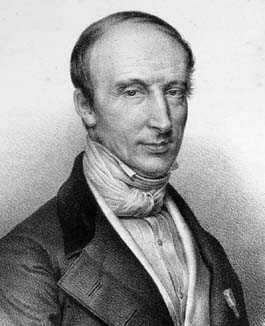
Agustin Louis Cauchy, matemático francés

En matemáticas, una sucesión de Cauchy es una sucesión tal que para cualquier distancia dada, por muy pequeña que sea (llamada habitualmente con la letra ε, un real positivo arbitrariamente pequeño), siempre se puede encontrar un término de la sucesión tal que, posterior a él, la distancia entre dos términos cualesquiera es menor que la dada, ε. Es importante no confundirlo con las sucesiones en las que la distancia entre dos términos consecutivos es cada vez menor, pues las mismas no son convergentes necesariamente. Se llama así en honor al matemático francés Augustin Louis Cauchy. El interés de las sucesiones de Cauchy radica en que en un espacio métrico completo todas las sucesiones de Cauchy son convergentes, siendo en general más fácil verificar que una sucesión es de Cauchy que obtener el punto de convergencia.

## En la recta real

### Definición
Sea {\displaystyle \{{x_{n}}\}_{n\in \mathbb {N} }} una sucesión. Diremos que {\displaystyle \{{x_{n}}\}_{n\in \mathbb {N} }} es de Cauchy, si para todo número real {\displaystyle \varepsilon >0} existe un entero positivo {\displaystyle N} tal que para todos los números naturales {\displaystyle m,n>N}
{\displaystyle |x_{m}-x_{n}|<\varepsilon }
donde la barra vertical denota la norma (que en el caso particular del cuerpo de los reales sería el valor absoluto).
Análogamente, se pueden definir sucesiones de Cauchy de números complejos.

### Propiedades
Las sucesiones de Cauchy de números reales tienen las siguientes propiedades:
1. Toda sucesión convergente es una sucesión de Cauchy.
2. Toda sucesión de Cauchy está acotada

Pueden verse demostraciones de las propiedades en Introducción al análisis matemático de una variable (Bartle, Sherbert, 2.ª edición, año 1996)

## En un espacio métrico

### Definición
En un espacio métrico {\displaystyle \left(M,d\right)}, una sucesión
{\displaystyle x_{1},\;x_{2},\;x_{3},\;\ldots }
se dice de Cauchy si para todo número real {\displaystyle \varepsilon >0} existe un número natural {\displaystyle N}, tal que para todos {\displaystyle m,n>N}, la distancia
{\displaystyle d(x_{m},x_{n})<\varepsilon }
Esto implica que los elementos de la sucesión se van acercando uno con otro.

### Propiedades
1. Toda sucesión convergente es una sucesión de Cauchy.
2. Toda sucesión de Cauchy está acotada

En {\displaystyle \mathbb {Q} } las sucesiones de Cauchy no tienen por qué ser convergentes. El ejemplo clásico es
{\displaystyle a(n)=(1+1/n)^{n}}
que es de Cauchy pero cuyo límite, el número {\displaystyle e}, no es racional.
Al parecer de lo trivial del ejemplo anterior donde la sucesión de Cauchy no convergía, en espacios más abstractos pero no por eso menos familiares, como los espacios de funciones, demostrar la completitud a veces no es tan trivial; una de las razones de esto es que la completitud no se preserva necesariamente con homeomorfismos como pasa con la conexidad y la compacidad.

## Completitud
Un Espacio métrico {\displaystyle (X,d)} se dice que es completo si toda sucesión de Cauchy definida en él converge a un elemento de {\displaystyle X}.

### Ejemplos
- Los números reales son completos.
- Los números complejos.
- El espacio {\displaystyle \mathbb {R} ^{n}}.
- El espacio {\displaystyle B(D)} de funciones reales con variable real que son acotadas y tienen dominio {\displaystyle D}.